# Pietro Antonio Novelli
Pour l’article ayant un titre homophone, voir Pietro Antonio Novelli (homonymie).
Pietro Antonio Novelli dit Novelli III (Venise, 1729 - Venise, 1804) est un dessinateur, illustrateur, écrivain, poète, graveur et peintre italien du XVIIIe siècle.

## Biographie
Pietro Antonio Novelli a fait son apprentissage auprès de Jacopo Amigoni et a subi l'influence de Francesco Guardi et Giovanni Battista Tiepolo.
En 1768, il a été admis à l'Accademia de Venise pour laquelle il a peint une Allégorie de l'Art.
Au cours de années 1770, il a réalisé des retables et des fresques (nord de l'Italie) et parmi ses clients on note Catherine II de Russie.
De 1779 à 1800 il s'est installé à Rome et est retourné à Venise où il mourut  en 1804.
Il a écrit ses Mémoires, lesquels ont été publiés à titre posthume en 1834.
Son fils Francesco (1764-1836) a été aussi un peintre.

## Œuvres
- Les Sept Sacrements,
- La Maison du Temps,
- Saint Georges[2]
- La Madone, l'Enfant et saint Antoine de Padoue apparaissant à trois adorateurs
- Série de 31 dessins (illustrations des œuvres de Pietro Metastasio)
- Homme assis jouant de la guitare, 1760
- Dessin, couleur et invention, 1768-69 [3]
- Le Mariage de l'Europe et de la Chine 1770-1780, dessin à la National Gallery of Art de Washington[4]
- Le Roland furieux de l’Arioste (Édition Zatta, Venise) fut illustré d’après les dessins de Pietro Antonio Novelli, 1776
- Padre Celeste con santi, Retable de l'église San Lio de Venise, 1779
- Purificazione di Maria, église San Geremia de Venise, 1804

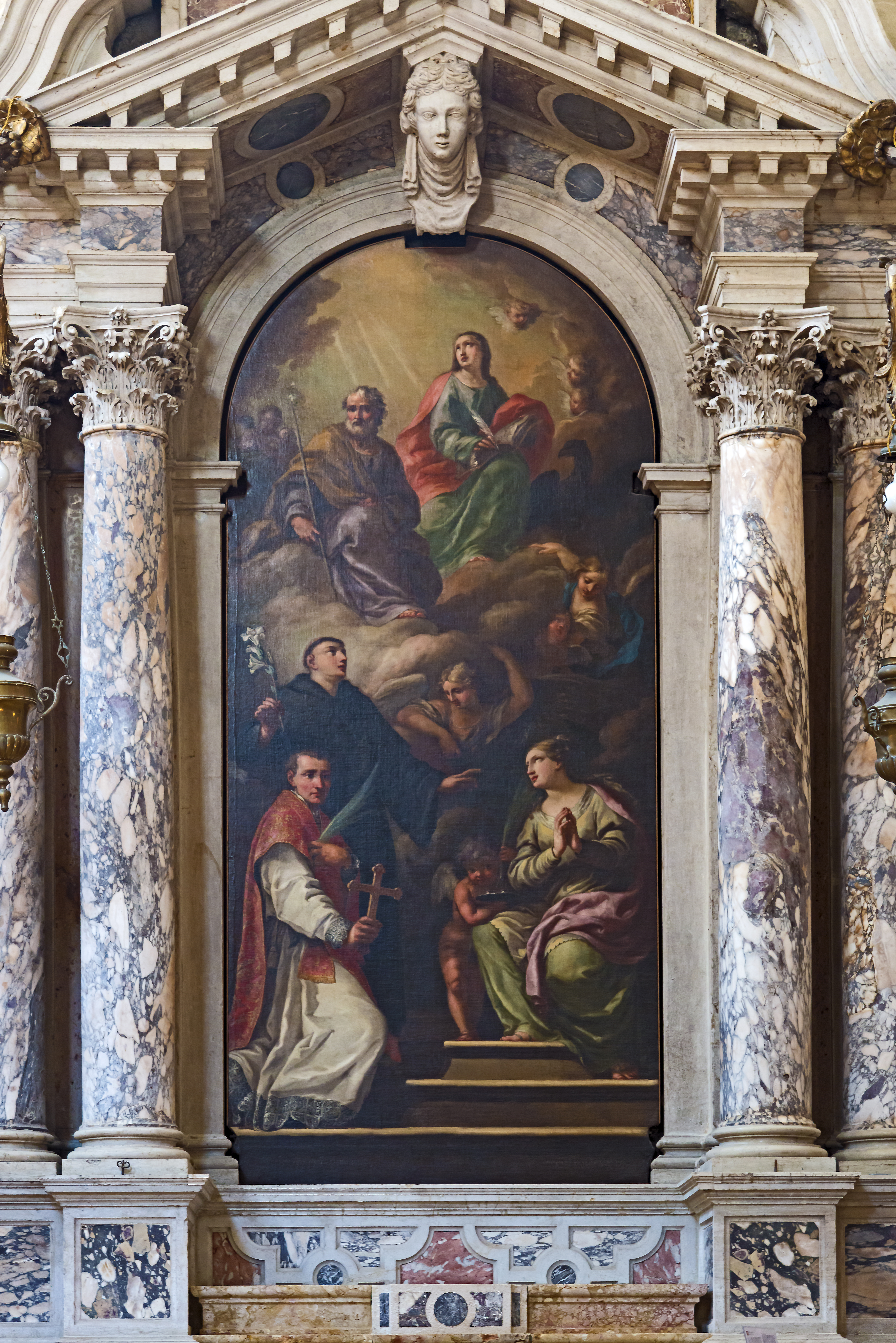
Padre Celeste con santi Retable Église San Lio
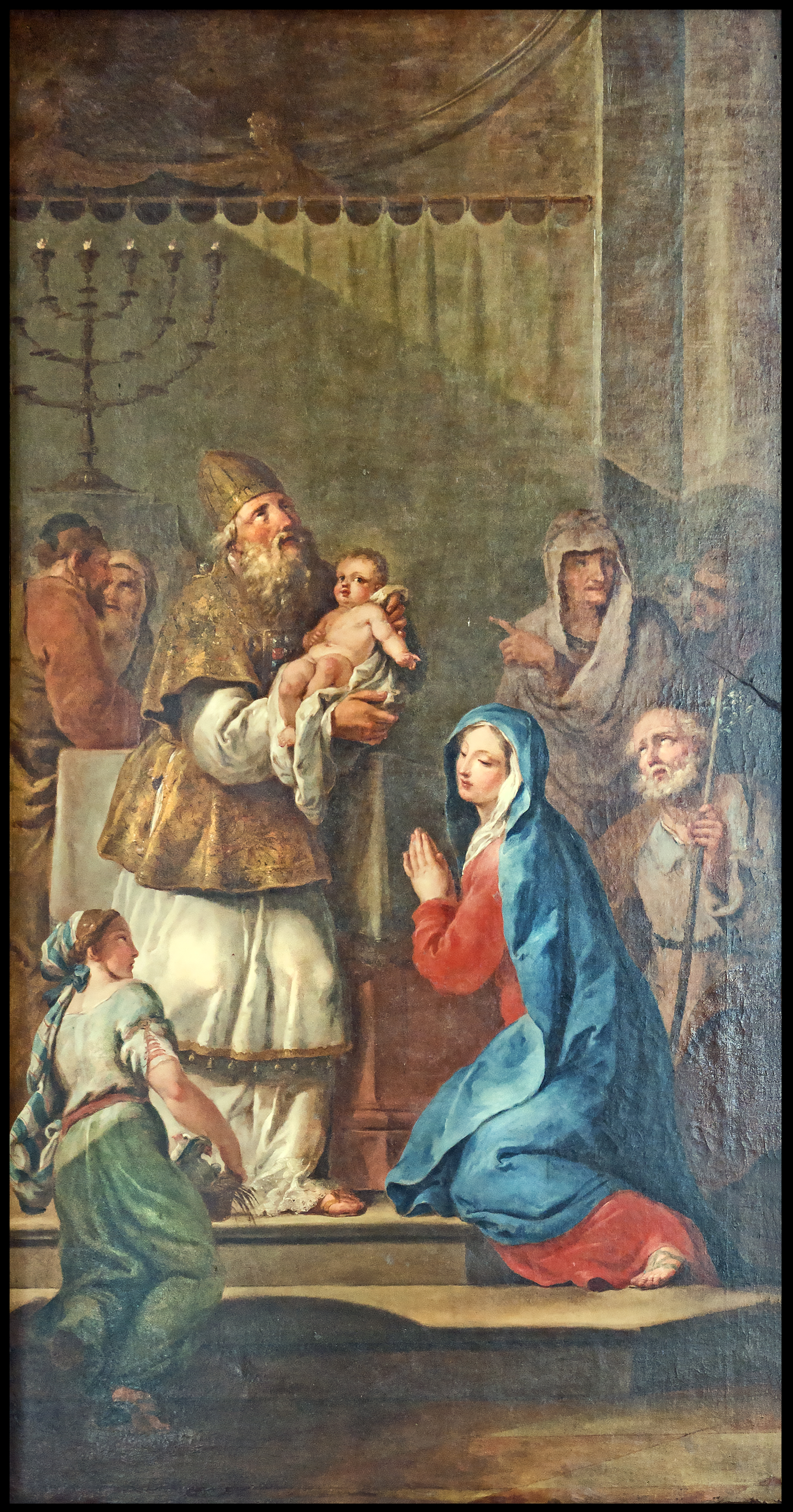
Purificazione di Maria Église San Geremia
Dessin, couleur et invention Galeries de l'Académie de Venise